# 여자 3000m 달리기 세계 기록 추이
본 문서에서는 여자 3000m 달리기 종목의 세계 기록을 기록했다. 국제 육상 경기 연맹은 1974년에 여자 3000m 달리기를 처음으로 공인해 첫 세계 기록을 수립했다.

## IAAF 이전 시절 (~1974년)
| 기록        | 차이 | 선수              | 국적     | 날짜         | 장소              | 주석 및 기타 |
| 14분 44초 4 |      | 아나 치카네이     | 루마니아 | —            | —                 |              |
| 10분 56초 0 |      | 필리스 퍼킨스     | 영국     | 1954. 5. 22  | 영국 런던         |              |
| 10분 55초 2 |      | 필리스 퍼킨스     | 영국     | 1955. 6. 25  | 영국 런던         |              |
| 10분 25초 8 |      | 레일리아 버클랜드 | 영국     | 1955. 8. 27  | 영국 런던         |              |
| 10분 16초 2 |      | 준 브릿글랜드     | 영국     | 1956. 8. 25  | 영국 런던         |              |
| 10분 16초 0 |      | 필리스 퍼킨스     | 영국     | 1956. 10. 27 | 영국 런던         |              |
| 9분 44초 0  |      | 로버타 피코       | 캐나다   | 1966. 7. 23  | 캐나다 돈밀스     |              |
| 9분 42초 8  |      | 파올라 피니       | 이탈리아 | 1969. 5. 11  | 이탈리아 포르미아 |              |
| 9분 38초 0  |      | 파올라 피니       | 이탈리아 | 1969. 9. 2   | 이탈리아 밀라노   |              |
| 9분 26초 9  |      | 도리스 브라운     | 미국     | 1971. 7. 10  | 미국 베이커즈필드 |              |
| 9분 23초 4  |      | 조이스 스미스     | 영국     | 1971. 7. 16  | 영국 런던         |              |
| 9분 9초 2   |      | 파올라 피니       | 이탈리아 | 1972. 5. 11  | 이탈리아 포르미아 |              |
| 8분 53초 0  |      | 류드밀라 브라지나 | 소련     | 1972. 8. 12  | 소련 모스크바     |              |

## IAAF 시절 (1974년~)
| 기록        | 차이 | 선수                | 국적           | 날짜        | 장소                       | 주석 및 기타 |
| 8분 52초 8  |      | 류드밀라 브라지나   | 소련           | 1974. 7. 6  | 영국 더럼                  |              |
| 8분 46초 6  |      | 그레테 바이츠       | 노르웨이       | 1975. 6. 24 | 노르웨이 오슬로            |              |
| 8분 45초 4  |      | 그레테 바이츠       | 노르웨이       | 1976. 6. 21 | 노르웨이 오슬로            |              |
| 8분 27초 2  |      | 류드밀라 브라지나   | 소련           | 1976. 8. 7  | 오스트레일리아 칼리지 파크 |              |
| 8분 26초 78 |      | 스베틀라나 울마소바 | 소련           | 1982. 7. 25 | 우크라이나 키예프          |              |
| 8분 22초 62 |      | 타탸나 카잔키나     | 소련           | 1984. 8. 26 | 소련 상트페테르부르크      |              |
| 8분 22초 06 |      | 장린리              | 중화인민공화국 | 1993. 9. 12 | 중국 베이징                |              |
| 8분 12초 19 |      | 왕쥔샤              | 중국           | 1993. 9. 12 | 중국 베이징                |              |
| 8분 06초 11 |      | 왕쥔샤              | 중국           | 1993. 9. 13 | 중국 베이징                |              |

(*) - 별표는 인정된 기록임을 나타낸다. 브라지나 선수의 자동기록인 8분 52.8초와 8분 27.2초는 원래 각각 8분 52.74초와 8분 27.12초였다.

## 같이 보기
- 남자 3000m 달리기 세계 기록 추이
- 남자 3000m 달리기 대한민국 기록 추이
- 여자 3000m 달리기 대한민국 기록 추이